# Alain Rayes
Alain Rayes, né le 11 décembre 1971 à Victoriaville (Québec), est un enseignant, directeur d'école et homme politique canadien. 
Maire de Victoriaville de 2009 à 2015, il est, depuis le 19 octobre 2015, député de la circonscription de Richmond—Arthabaska à la Chambre des communes du Canada. Élu comme conservateur, il occupe à deux reprises la fonction de lieutenant politique pour le Québec du Parti conservateur du Canada. Il est ministre du cabinet fantôme des Affaires intergouvernementales du Parti conservateur du Canada de 2017 à 2019, ministre du cabinet fantôme responsable du Patrimoine canadien, Langues officielles et Développement économique du Québec de 2020 à 2021, et ministre du cabinet fantôme responsable des Langues officielles de 2021 à 2022. 
En septembre 2022, il quitte le Parti conservateur pour siéger comme indépendant.
Le 11 septembre 2023, il annonce qu’il quittera la vie politique active à la fin de son mandat.

## Biographie
Natif de Victoriaville, Alain Rayes est l’aîné d’une famille de quatre enfants. Ses parents sont d’origine égyptienne. Ils ont fui en 1967 la guerre des Six Jours. Son père, Raouf, et sa mère, Mona Rayes, se sont installés à Victoriaville dès leur arrivée au Canada en 1967. Dans sa jeunesse, il est entraîneur de soccer au niveau AAA et dirige le Tournoi de soccer de Victoriaville, qui devient un des plus gros tournois au Québec. 
Alain Rayes obtient en 1995 un baccalauréat en enseignement des mathématiques et de l’informatique de l'Université du Québec à Montréal, puis en 2005 une maîtrise en administration scolaire de l'Université de Sherbrooke.
Depuis 2011, et particulièrement après avoir rencontré Pierre Lavoie, il porte une grande attention à sa condition physique et s'adonne à la course à pied, au vélo puis à la natation. Il complète une première compétition d'Ironman en 2015. En 2017, il en avait couru deux de plus.
Alain Rayes est père de trois enfants.

### Carrière dans l'enseignement
Alain Rayes débute dans la carrière d’enseignant, puis obtient des postes de direction d'écoles dès l'âge de 28 ans. Il a occupé celui de directeur général de l'école polyvalente Le Boisé de Victoriaville jusqu'en 2009.

### Carrière politique
À l'élection québécoise du 14 avril 2003, Alain Rayes a été candidat de l'Action démocratique du Québec dans la circonscription d'Arthabaska où il a terminé deuxième avec 33 % du vote derrière le vainqueur libéral Claude Bachand qui a obtenu 36 % du vote.
Il est élu maire de Victoriaville en 2009. Après six années à titre de maire, il décide de se lancer en politique fédérale, après avoir été longtemps courtisé par le Parti conservateur du Canada. Le 19 octobre 2015, il remporte l'élection avec 32 % des voix, devant les candidats libéral (25 %) et néo-démocrate (24 %). Le 25 novembre suivant, la cheffe de l'opposition Rona Ambrose nomme Alain Rayes porte-parole adjoint en matière de Sécurité publique et de Protection civile. En juillet 2016, il devient porte-parole adjoint en matière d'Affaires étrangères, puis en octobre suivant, il est muté au poste de porte-parole associé en matière d'Infrastructure et de Collectivités. Il est nommé, en juin 2017, lieutenant politique pour le Québec par le chef du parti, Andrew Scheer, puis critique du cabinet fantôme pour les Affaires intergouvernementales. 
Le 21 octobre 2019, Alain Rayes est réélu dans Richmond—Arthabaska, obtenant 45,3 % des votes et 10 014 voix de majorité. Le 8 septembre 2020, le chef du Parti conservateur du Canada, Erin O'Toole, lui confie de nouvelles responsabilités. Alain Rayes devient porte-parole conservateur sur les questions concernant Patrimoine canadien, les langues officielles et celles reliées au développement économique au Québec. Le 14 octobre 2020, il devient vice-président du Comité permanent du patrimoine canadien de la Chambre des communes du Canada.
Le 13 septembre 2022, il quitte le Parti conservateur à la suite de la course à la direction du Parti conservateur du Canada de 2022 où Pierre Poilievre est choisi chef du parti. Il dit ne plus se reconnaître dans les changements de valeurs du parti et décide de siéger comme député indépendant. Le 14 septembre 2022, il affirme que l'équipe de Poilievre fait pression sur lui pour le forcer à démissionner.
Le 11 septembre 2023, il annonce en entrevue qu’il quittera la vie politique active à la fin de son mandat, après plus de 15 ans en politique.

## Résultats électoraux
|                                                                                               | Nom            | Parti               | Nombre de voix | %      | Maj.  |
| --------------------------------------------------------------------------------------------- | -------------- | ------------------- | -------------- | ------ | ----- |
|                                                                                               | Claude Bachand | Libéral             | 12 663         | 36,8 % | 1 274 |
|                                                                                               | Alain Rayes    | Action démocratique | 11 389         | 33,1 % | -     |
|                                                                                               | Danièle Caron  | Parti québécois     | 9 657          | 28 %   | -     |
|                                                                                               | François Houle | Vert                | 379            | 1,1 %  | -     |
|                                                                                               | Karine Cyr     | Bloc pot            | 353            | 1 %    | -     |
| Total                                                                                         | Total          | Total               | 34 441         | 100 %  |       |
| Le taux de participation lors de l'élection était de 73,6 % et 296 bulletins ont été rejetés. |                |                     |                |        |       |